# Tinkova

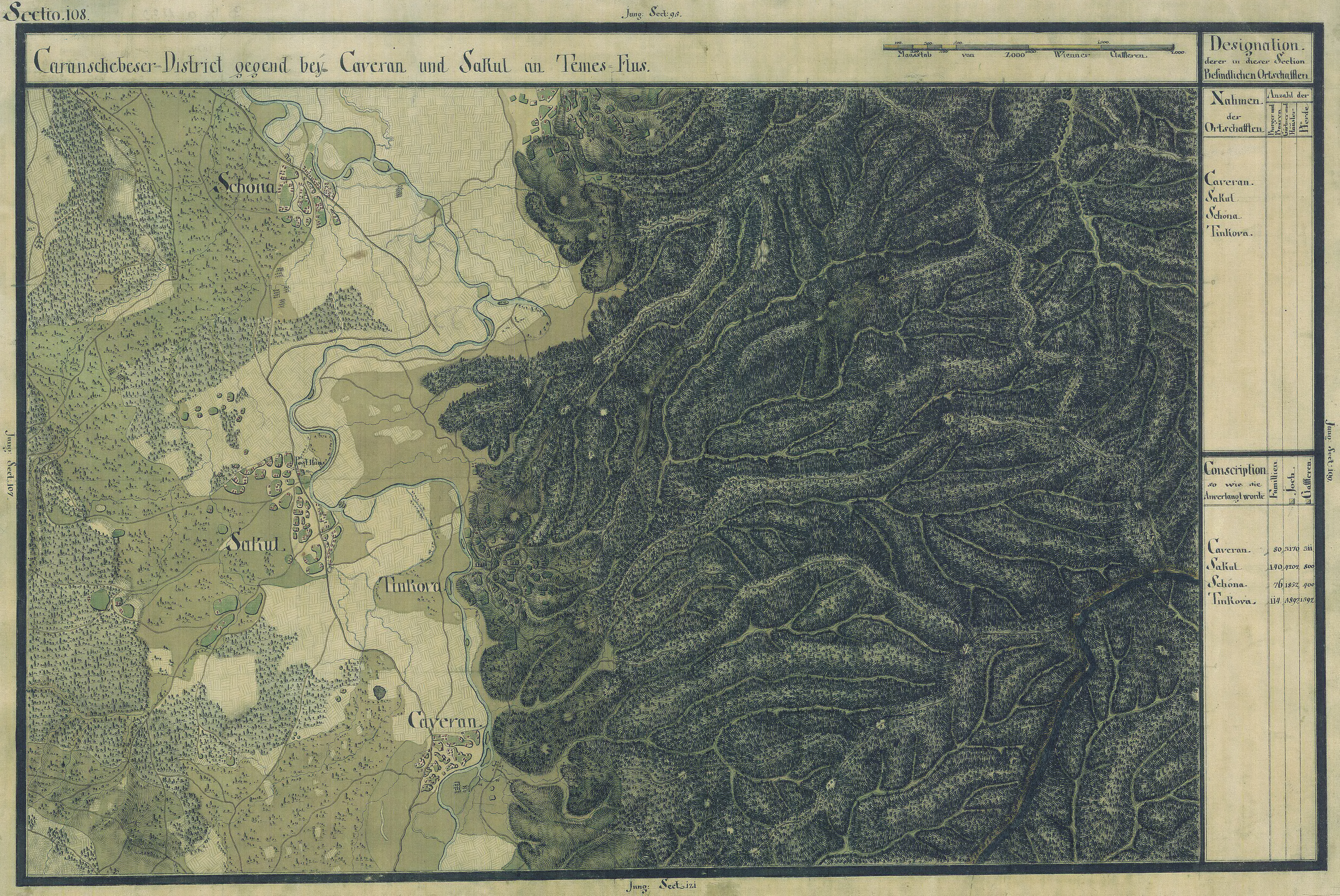
Tinkova egy régi térképen

Tinkova románul: Tincova, falu Romániában, a Bánságban, Krassó-Szörény megyében.

## Nevének eredete
Tinkova, Tinkó nevét 1411-ben említette először oklevél p. Tinkova, in districtu Sebes formában. 1429-ben p. Also-Tinko, 1440-ben Tinko inferior in districtu Karansebes, 1464-ben pr. Tynko in districtu Lugas, 1531-ben v. Tjynkowa, 1559-ben Tynkova, 1635-ben Tinko, 1808-ban Tinkova, 1913-ban Tinkova néven írták.

## Fekvése
Lugostól keletre, a Temes jobb parti úton fekvő település.

## Története
1851-ben Fényes Elek írta a településről: „Tinkova, oláh falu, Krassó vármegyében, a Temes mellett, 1 katholikus, 744 óhitű lakossal, anyatemplommal. Bírja a Házy család.” 
A trianoni békeszerződés előtt Krassó-Szörény vármegye Temesi járásához tartozott.
1910-ben 793 lakosából 770 román, 6 magyar volt. Ebből 771 görög keleti ortodox, 16 római katolikus volt. 

## Nevezetességek
- Őskőkorszaki település feltárása a falu mellett, a Temes folyó partján; a romániai műemlékek jegyzékében a CS-I-s-B-10889 sorszámon szerepel.[1]

## Híres szülöttei
- Timotei Popovici (1870. augusztus 20. – 1950. szeptember 11.) román zeneszerző, pap, pedagógus.